# Шляйтгайм
Шляйтгайм (нім. Schleitheim) — громада  в Швейцарії в кантоні Шаффгаузен, округ Шляйтгайм.

## Географія
Громада розташована на відстані близько 120 км на північний схід від Берна, 13 км на північний захід від Шаффгаузена.
Шляйтгайм має площу 21,6 км², з яких на 6,4% дозволяється будівництво (житлове та будівництво доріг), 57,9% використовуються в сільськогосподарських цілях, 35,1% зайнято лісами, 0,6% не є продуктивними (річки, льодовики або гори).

## Демографія
2019 року в громаді мешкало 1653 особи (-1% порівняно з 2010 роком), іноземців було 15,6%. Густота населення становила 76 осіб/км².
За віковим діапазоном населення розподілялося таким чином: 18,4% — особи молодші 20 років, 56,6% — особи у віці 20—64 років, 25% — особи у віці 65 років та старші. Було 735 помешкань (у середньому 2,2 особи в помешканні).
Із загальної кількості 677 працюючих 98 було зайнятих в первинному секторі, 239 — в обробній промисловості, 340 — в галузі послуг.